# Milícia Francesa

Bandeira da milícia colaboracionista francesa.

A Milícia Francesa (em francês Milice française) foi uma organização política e paramilitar da França, criada em 30 de janeiro de 1943 pelo governo de Vichy para lutar contra o "terrorismo", isto é, a Resistência francesa contra a ocupação alemã. O chefe formal da Milícia era o Primeiro-Ministro Pierre Laval, embora seu chefe de operações e líder de facto fosse o Secretário-Geral Joseph Darnand. Ela participou de execuções sumárias e assassinatos, ajudando a reunir judeus e resistentes na França para deportação. Ela foi sucessora da milícia Service d'ordre légionnaire (SOL) de Darnand. A Milícia foi a manifestação mais extrema do fascismo no regime de Vichy. Por fim, Darnand idealizou a Milícia como um movimento político de partido único fascista para o estado francês. No final, acabou sendo uma das milícias organizadas com maior grau de colaboração com a Alemanha Nazista durante a Segunda Guerra Mundial.
A Milícia frequentemente usava tortura para extrair informações ou confissões daqueles que interrogavam. A Resistência Francesa considerava a Milícia mais perigosa do que a Gestapo e a SS porque eram franceses nativos que entendiam fluentemente os dialetos locais, tinham amplo conhecimento das cidades e do campo, e conheciam pessoas locais e informantes.

## Perfil da organização

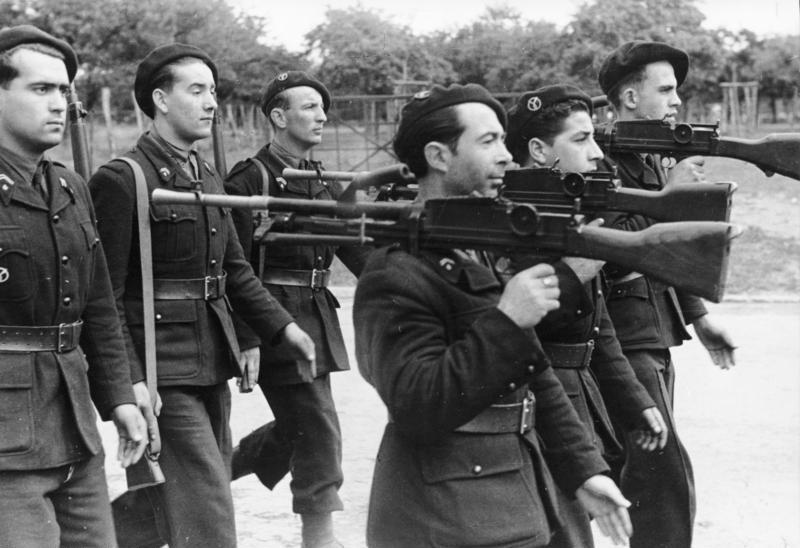
Milicianos franceses em 1944. No seu auge, chegou a ter 25 mil colaboracionistas.

Suplementar da Gestapo e de outras forças alemãs, os milicianos participaram também das perseguições aos judeus, aos refratários do Serviço do Trabalho Obrigatório e a todos os oposicionistas visados pelo regime. A semelhança das demais ditaduras que mantiveram uma polícia política formada por elementos partidários, a Milícia de Vichy representava esse papel, além de ser uma força de manutenção da ordem. 
Os seus chefes oficiais foram Pierre Laval e sobretudo Joseph Darnand, o secretário-geral e fundador do Serviço da Ordem Legionária, precursora da Milícia Francesa.
Organização do tipo fascista, ela se dizia um movimento revolucionário, mas não passou de um grupo antirrepublicano, anticomunista, antissemita, anticapitalista, nacionalista (até certo ponto, por seu colaboracionismo) e pró autoritarismo. Na realidade, os seus quadros eram compostos de fanáticos anticomunistas, simpatizantes do fascismo, antissemitas, desocupados, oportunistas e adeptos da violência.
Como os nazistas, os milicianos praticavam habitualmente a delação, a tortura, os sequestros e as execuções sumárias e arbitrárias. A prática sistemática da violência e os numerosos excessos, bem como o colaboracionismo, contribuíram para mantê-los minoritários no seio da população, nunca passando de 15.000 militantes.

## A polícia política

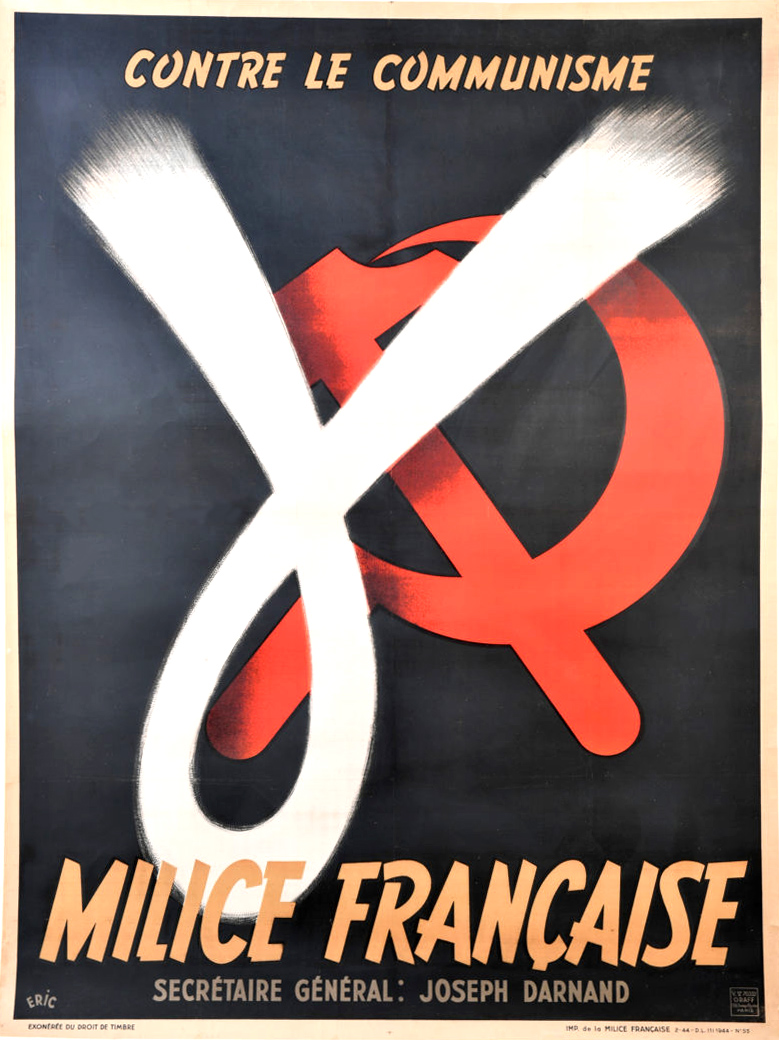
Cartaz de recrutamento.

A Milícia acabou por substituir as forças policiais e cooperou com a Gestapo, notadamente durante a perseguição e prisão dos judeus. Possuía uma tropa de choque, a Franc-Garde, que participou da sangrenta repressão aos maquis, grupos de resistentes à ocupação alemã, durante o inverno de 1943-1944.
A Lei de 20 de janeiro de 1944, já na fase final do domínio nazi, autorizou a Milícia a constituir corte marcial para julgamentos sumários, compostas de três juízes, todos milicianos, que de forma anônima pronunciavam condenações a morte, cumpridas imediatamente.